# ویلیامزپورت (کنتاکی)
ویلیامزپورت (به انگلیسی: Williamsport) یک منطقهٔ مسکونی در ایالات متحده آمریکا است که در شهرستان جانسون، کنتاکی واقع شده‌است. ویلیامزپورت ۱۹۹٫۹۵ متر بالاتر از سطح دریا واقع شده‌است.